# Österreichischer Kynologenverband
Der Österreichische Kynologenverband (ÖKV) ist der größte Dachverband im österreichischen Hundewesen. Er vereint etwa 100 Verbandskörperschaften mit 59.000 Mitgliedern. Der ÖKV vertritt Österreich im internationalen kynologischen Dachverband, der Fédération Cynologique Internationale, und hat seinen Sitz in Biedermannsdorf.

## Geschichte

### Gründung
Am 8. September 1863 wurde die erste österreichische Hundeausstellung in der „Neuen Welt“ in Hietzing bei Wien veranstaltet. Veranstalter war die k.k. Landwirtschafts-Gesellschaft. 1876 gründeten Albrecht Prinz zu Solms-Braunfels, Graf J. Wilczeck und andere die „Kynologische Gesellschaft“ in Wien. Ab 1877 veranstaltete diese regelmäßige Hundeausstellungen. Im Januar 1883 beschloss die Generalversammlung des „Ersten österreichischen Geflügelzuchtvereines“ eine Sektion für Hunde zu gründen, die den Namen „Erster Österreichischer Geflügel- und Hundezucht-Verein in Wien“ erhielt. Diese veranstaltete auf dem Gelände der Gartenbaugesellschaft eine Ausstellung, die beworben wurde als „Ausstellung von Hunden reiner Rassen aus Österreich-Ungarn und Deutschland“. An der Spitze des Komitees stand Franz Xaver Pleban, der als Vater des österreichischen Hundesports gilt. Im gleichen Jahr wurde auch der erste Band des Österreichischen Zuchtbuchs (ÖHZB) herausgegeben.
Durch verschiedene Entwicklungen im Bereich der Jagdhunde auf der einen und der Luxushunde auf der anderen Seite entstanden Meinungsverschiedenheiten, in deren Folge in der Generalversammlung der Delegiertenversammlung vom 31. Januar 1909 der Beschluss gefasst wurde, den Österreichischen Kynologenverband zu gründen, dessen erster Präsident Fürst Emanuel Ypsilanti wurde. Die Ausstellungs-, Richter- und Prüfungsordnungen wurden überarbeitet. Für das Gebrauchshundewesen war der ebenfalls 1909 gegründete Polizei- und Schutzhundverein, der heutige Österreichische Gebrauchshundesport-Verband (ÖGV) verantwortlich, für das Jagdhundewesen gründete sich ein „Suchverband“ aus dem der heutige Österreichische Jagdgebrauchshundeverband (ÖJGV) hervorging. Die Aktivitäten führten dazu, dass der ÖKV am 22. Mai 1911 Gründungsmitglied der Fédération Cynologique Internationale (FCI) wurde.

### Entwicklung bis 1938

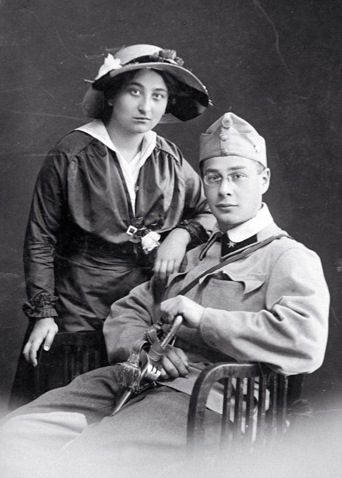
Rudolfine und Rudolf Menzel

Der Erste Weltkrieg brachte das Hundewesen fast zum Erliegen. Das Ausbildungswesen war der Kriegsmaschinerie und der Ausbildung von Melde- und Sanitätshunden untergeordnet. Der Bürobetrieb und die Führung des Hundestammbuchs blieben aufrecht. 
Mit dem Kriegsende und der Unabhängigkeit der Kronländer brach auch die Organisationsstruktur des ÖKV zusammen. Unter Führung von Karl Witzelhuber, wurde der Verband neu organisiert. Um möglichen Reibereien zwischen den Vereinen den Boden zu entziehen, wurden die Wirkungsbereiche der allgemeinen und der Sondervereine genau festgelegt und bestimmt, dass es für jede Rasse nur einen Spezialverein geben dürfe. Eine Regelung, die auch heute noch Gültigkeit hat. Ebenso gab es für die Ausbildung und die dazu notwendigen Prüfungsordnungen nur einen zuständigen Verein. Es war der Österreichische Polizei- und Schutzhundverein, der den Kontakt zur Exekutive aufrechterhielt und für alle Leistungssiegerprüfungen bis 1938 verantwortlich zeichnete. Eine neue Satzung wurde erarbeitet und eine Vielzahl von Vereinen entstanden in kurzer Zeit. Die unterbliebene Herausgabe des Hundezuchtbuches 1914–1923 wurde in einem Sammelband nachgeholt. 1920 erfolgte die Gründung der Hundeforschungsstelle, durch Emil Hauck mit Karl Witzelhuber und dem Ehepaar Rudolfine und Rudolf Menzel als bekanntesten Mitarbeitern. Aus dieser ging 1936 das Österreichische Kynologische Museum hervor. 
1929 waren einem Bericht der geheimen Staatspolizei zufolge dem Verband 40 Hundezuchtvereine, darunter 5 ausländische (der Nachfolgestaaten der ehemaligen Monarchie) mit einer Gesamtmitgliederzahl von etwa 10.000 Mitgliedern angeschlossen. Im Ausstellungswesen war der Verband erfolgreich. In den Hallen des Wiener Messepalastes fand am 24. und 25. April 1934 die größte internationale Hundeausstellung auf dem Kontinent statt, die trotz der allgemeinen wirtschaftlichen Krise mit 800 Hunden beschickt war und von nahezu 20.000 Personen besucht wurde. Auch die durch den Krieg verloren gegangene Beziehung zur FCI wurde 1932 wieder aufgenommen. 1937 setzte Karl Witzelhuber, als Präsident der FCI, Deutsch als gleichberechtigte Verhandlungssprache durch.

### 1938 bis 1945
Mit dem Anschluss an Deutschland verlor der ÖKV die Kompetenz des österreichischen Hundedachverbandes. Nach einer Übergangszeit, in der ein Teil der Vereine als Fachgruppen der deutschen Verbände fortbestand, erfolgte am 4. August 1939 die Bekanntgabe der Löschung von insgesamt 23 Vereinen des ÖKV. Das Vermögen der Vereine wurde zur Verwendung innerhalb der „Ostmark“ bestimmt. Alle Vereine erhielten eine „Einheitssatzung“ der Reichsfachgruppe Deutsches Hundewesen e. V. (RDH). Die Zuchtbuchführung des Österreichischen Kynologenverbandes wurde mit Ende 1938 eingestellt und ging mit 1. Januar 1939 auf das Sammelzuchtbuch der RDH über. Das Gründungsmitglied Karl Witzelhuber zog sich aus der Kynologie zurück. Emil Hauck übernahm die Aufgabe Kontakt zum RDH zu halten. Mit Beginn des Zweiten Weltkrieges wurde die Reichsfachgruppe Deutsches Hundewesen aus dem Reichsverband Deutscher Kleintierzüchter ausgegliedert und zum selbstständigen Reichsverband für Hundewesen e. V. Es wurden Hundemusterungen durchgeführt. Ab 1943 wurden Hunde auch für die Wehrmacht und die Polizei gesucht. Rassehunde mussten bekanntgegeben werden. Über 200.000 Hunde waren bei Militär und Polizei in Verwendung.

### Wiedererrichtung nach 1945
Zwei Monate nach Kriegsende traf sich am 17. Juni 1945 eine Gruppe um Konrad Worall und beschloss den ÖKV wieder zu errichten. Am 12. Oktober 1946 fand die erste Generalversammlung statt. Der Verein konzentrierte sich auf die Rassehundevereine und wollte die Ausbildungsvereine anfänglich nicht dabei haben. Dieses Vorgehen war später die Grundlage für eine Zerreißprobe des ÖKV. Der Polizei- und Schutzhundverein ließ sich jedoch nicht abweisen und wurde danach ebenfalls integriert. Ein Jahr später fand die erste internationale Hundeausstellung statt. 
Ab 1947 wurde die Struktur der FCI neu aufgebaut. Die Mitgliedschaft des ÖKV in der FCI wurde erneuert und die internationalen Kontakte wieder aufgenommen. Der Vorstand des ÖKV fasste auf Antrag des Abrichteausschusses (AbA) in der Vorstandssitzung vom Januar 1955 den Beschluss, dem Österreichischen Gebrauchshund-Verein (ÖGV, ehemals Polizei- und Schutzhundverein) die Ausbildung und Prüfung von Hunden ohne Abstammungsnachweis zu untersagen. In der Generalversammlung des ÖGV entschieden sich die 31 Ortsgruppen gegen die Führung des ÖKV. Am 27. April 1955 teilte der ÖGV dem ÖKV den Übertritt zur International Dogsport Union (IDU) mit. Auch von Rassehundeklubs spalteten sich Vereine ab. Aus dieser IDU ging die heutige Hundesportunion (ÖHU) hervor. Dennoch rissen die Kontakte vom ÖKV zum ÖGV nie ab. Nach Verhandlungen kehrte im November 1959 der ÖGV in den ÖKV zurück.
Die „Dissidenz“ – Hundezucht- und Hundesportvereine außerhalb des ÖKV – entwickelten sich in Österreich zu einer Konkurrenz. Das trug dazu bei, dass der ÖKV in wirtschaftliche Schwierigkeiten geriet. Obwohl Österreich die Welthundeausstellung 1960 ausrichtete, war die wirtschaftliche Lage so schlecht, dass die Beiträge an die FCI nicht abgeführt werden konnten. Bei der FCI-Generalversammlung 1969 in Warschau konnte einen Zahlungsaufschub erreicht werden, die Niederlande und die skandinavischen Länder bürgten dabei für Österreich. Eine Streichung von der Mitgliederliste der FCI wurde dadurch verhindert. Ab 1970, mit dem Antritt der Präsidentschaft von Walter Hiedl, verbesserte sich die Situation. 1985 wurde die Satzung des ÖKV den geänderten Verhältnissen angepasst. Unter Führung von Walter Hiedl wurde den Züchtern in Seminaren an der Veterinärmedizinischen Universität Wien das Basiswissen zugänglich gemacht. Die Verbandszeitschrift „Unsere Hunde“ wurde in ein kynologisches Magazin umgestaltet.
1985 wurde Karl P. Reisinger zum Präsidenten bestellt, der den ÖKV bis 1999 führte.
Im Ausbildungswesen wurden die von der FCI neu genehmigten Hundesportarten Agility und Obedience eingeführt. Ein Sponsorvertrag ermöglichte die Vergabe von etwa 100 Agilityparcours an die Ortsgruppen der Verbandskörperschaften. Das Ausstellungswesen wurde ausgebaut. 
Eine neue Satzung wurde 1998 beschlossen. Der Vorstand wurde von 16 Personen auf 7 Vorstandsmitglieder verkleinert, und es wurde ein Beirat bestellt, der nach dem Persönlichkeitswahlrecht gewählt werden sollte. Nach der „Euro-Dog“ 1999 trat Karl P. Reisinger als Präsident des ÖKV zurück und Wolfgang Tauber übernahm das Amt.
Der Verband war, insbesondere bei Hundefragen, bei der Erstellung des Tierschutzgesetzes 2004 beteiligt. Im August 2001 wurde die Plattform „Wir für das Tier“ gegründet. Mitglieder waren der Bundesfachverband für Reiten und Fahren, die Zentralstelle der Österreichischen Landesjagdverbände und der ÖKV. Eines der wichtigen Aufgabengebiete des ÖKV-Vorstandes war auch der 2000 durch die Presse thematisierte Problemkreis der „gefährlichen Hunde“. Dabei wurde die Position des ÖKV in der Öffentlichkeit dargestellt.

## Ziele
Die Hauptziele des ÖKV sind auf qualitative Zucht, artgerechte Haltung und Ausbildung, Prüfung und Verwendung des Hundes ausgerichtet. Die Vertiefung der Mensch-Hund-Beziehung stellt ein generelles Leitmotiv des ÖKV dar. Im Österreichischen Kynologenverband sind Zucht- und Ausbildungsvereine zusammengeschlossen. Seit dem Ende des Ersten Weltkriegs besteht die Regelung, dass es für jede anerkannte Hunderasse nur einen Verein geben darf.
Seit 2000 arbeitet der ÖKV mit einem Leitbild. Die Verbandszeitschrift des Österreichischen Kynologenverbandes ist das Magazin Unsere Hunde, das monatlich erscheint. Das ÖKV-Büro ist seit April 2003 in Biedermannsdorf untergebracht.

## Europäisches Hundemuseum
Die Kontaktaufnahme des ÖKV mit Helga Fleig führte 2002 dazu, dass die Kynosstiftung dem ÖKV die Sammlung des Ehepaares Fleig zur Präsentation und Verwahrung übergab. Seither werden Exemplare der Sammlung im Kloster Marienberg ausgestellt und damit das erste Europäische Hundemuseum gegründet. Es umfasst heute das kynologische Museum des ÖKV und die Sammlung Fleig. Den eigentlichen Grundstock des Museums bildet jedoch die Sammlung von Emil Hauck.

## Vertreter des ÖKV bei der FCI
- In den 1930er Jahren Karl Witzelhuber Präsident der FCI
- 1978 Walter Hiedl in FCI-Führung berufen, war mehrere Jahre Schatzmeister, FCI-Vizepräsident
- 1984 Walter Hiedl zum Präsidenten der FCI gewählt
- 1985 Hans Müller (Schweiz) auf Vorschlag von Walter Hiedl zum neuen FCI-Präsidenten gewählt
- 1985 Karl P. Reisinger in den FCI-Vorstand gewählt
- 1988 Eberhard Strasser Vorsitzender der FCI-Gebrauchshundekommission
- 2005 Wolfgang Tauber in die ständige „Juristische Kommission“ gewählt

## Internationale Ausstellungen und Prüfungen
- Welthundeausstellungen 1960, 1976 (Innsbruck), 1986 (erstmals Ehrenring statt Laufsteg), 1996 (Wien und Budapest, Ungarn, gemeinsam)
- 2012   18. bis 20. Mai in Salzburg; Ausrichtung von der FCI Generalversammlung in Mexiko im Mai 2007 einstimmig an Österreich vergeben
- Euro-Dog 1999 in Tulln: Juni 2005 in Wien – Tulln. Mit etwa 10.500 ausgestellten Hunden wurde die höchste Ausstellungsanzahl von Hunden in Europa erreicht; auch in den Folgejahren wurde die Zahl nicht wieder erreicht.
- FCI Europa-Championat für Bracken: Oktober 2006 in der Steiermark und im Burgenland/Teichalm
- IPO Meisterschaften für Gebrauchshunde: Europameisterschaften 1972 (2. Europameisterschaft der Gebrauchshunde für Nationalmannschaften) in Stockerau, 1979 Wien, 1988 in Dornbirn
- IPO Weltmeisterschaft 1999 in Stockerau.
- FCI Fährtenhunde Weltcup, die Fährtenhundeweltmeisterschaft fand im Frühjahr 2006 auf der Teichalm in der Steiermark
- Obedience-Weltmeisterschaft 1996 im Rahmen der Welthundeausstellung in Wien
- FCI-IPO Weltmeisterschaft 2009 in Schwanenstadt
- FCI-Agility-Weltmeisterschaft 2009 in Dornbirn
- Riesenschnauzer-Weltmeisterschaft 2009 in Götzis
- Obedience-Weltmeisterschaft 2012 im Rahmen der Welthundeausstellung in Salzburg

## Mitgliederentwicklung und Welpenzahlen
| Jahr | Anzahl | Mitglieder |
| ---- | ------ | ---------- |
| 1929 | 40     | 10.000     |
| 1970 | 51     | 11.077     |
| 1984 | 84     | 29.567     |
| 1985 | 90     |            |
| 2003 | 101    | 47.517     |
| 2008 | 98     | 50.597     |
| 2012 | 101    | 54.148     |
| 2013 | 101    | 54.699     |
| 2014 | 101    | 56.703     |

Welpeneintragungen in Zuchtbücher des ÖKV
- 1970   4.561
- 1984   6.212
- 2003   8.650
- 2007   8.224
- 2008  10.156
- 2009   9.358
- 2010   9.914
- 2011   8.912
- 2012   9.035
- 2013   8.913
- 2014   9.053
- 2015   9.292
- 2016   9.571
- 2017   9.453
- 2018   9.078
- 2019   9.607
- 2020   9.238
- 2021  10.646
- 2022   10.258
- 2023   7.878